# NSC TV Criciúma
NSC TV Criciúma é uma emissora de televisão brasileira sediada em Criciúma, cidade do estado de Santa Catarina. Opera no canal 9 (34 UHF digital), e é afiliada à TV Globo. Integra a NSC TV, rede de televisão pertencente à NSC Comunicação.

## História

### TV Eldorado (1978-1995)

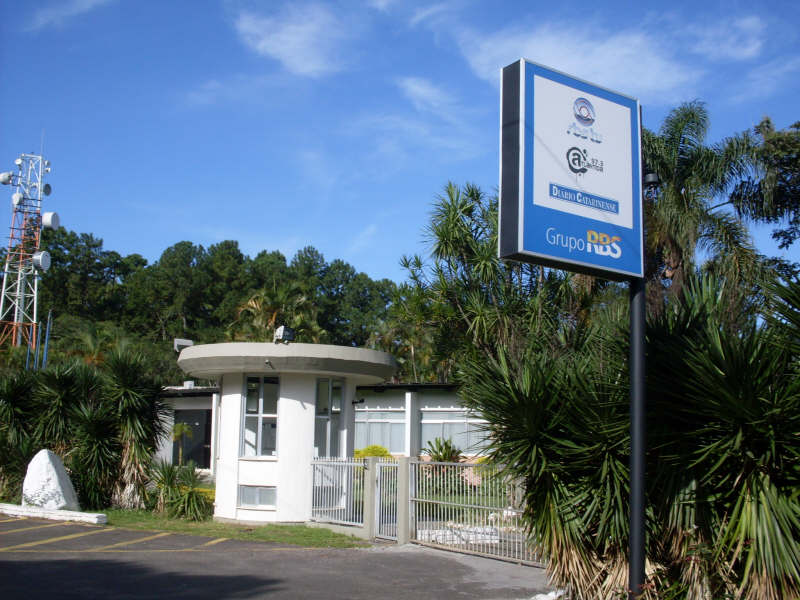
Portaria da sede da emissora no Morro Cechinel, em 2009. A TV Eldorado se notabilizou pela arquitetura moderna de sua sede, que vista do alto, tem o formato de um círculo

A iniciativa para a criação de uma emissora de televisão em Criciúma começou em 1974. O radialista da Rádio Eldorado, Antônio Luiz, tratou com o Ministério das Comunicações da possibilidade de instalação de uma nova emissora em Santa Catarina, que já possuía além dos sinais de outros estados, a TV Coligadas e a TV Cultura. Foram necessárias várias conversas e uma série de preparativos até 1978.
Neste ano, em 10 de outubro, a TV Eldorado levou ao ar suas imagens pela primeira vez, transmitindo a programação da Rede Bandeirantes. A inauguração oficial da emissora porém, só aconteceu em janeiro de 1979. Em seu início, a emissora possuía uma extensa programação local, que ocupava cerca de 10 horas da grade. Nesta época foram destaques programas como Show da Viola, apresentado por Antônio Rosa, e Revista Feminina, com Lenita Cauduro.
Em 1981, o fundador e proprietário da emissora, Diomício Freitas, morre em um acidente de automóvel. Manoel Dilor de Freitas, seu filho, assume o comando da Rede de Comunicações Eldorado, dando início a fase de expansão do grupo e da TV Eldorado. Em 1982, o grupo adquire a TV Cultura de Florianópolis, que passa a transmitir em cadeia com Criciúma em 4 de julho, formando a RCE TV. Até então, seu sinal chegava na capital por uma retransmissora no canal 4 VHF, que foi desativada posteriormente.
A programação passou a ser então retransmitida da capital, como os telejornais Meio-Dia e Jornal da RCE. Porém, a Eldorado ainda produzia a maior parte dos programas. A rede ainda ganharia mais duas emissoras, em Itajaí (TV Vale do Itajaí, em 1986) e Xanxerê (TV Xanxerê, em 1992), cobrindo assim todo o estado de Santa Catarina.
Em 30 de março de 1992, a TV Eldorado e as emissoras da RCE TV deixam a Rede Bandeirantes e tornam-se afiliadas da Rede OM Brasil, após assinar um contrato de 4 anos. A emissora acompanhou, inclusive, a mudança de rede para CNT em 1993, em uma época em que Manoel Dilor de Freitas começava a se desinteressar pelo ramo das comunicações.

### RBS TV Criciúma (1995-2017)
Em 1995, a RCE anuncia a venda das suas emissoras de televisão e a terceirização da programação de suas emissoras de rádio. A RCE TV se desmonta oficialmente em 1.º de setembro, com a venda das emissoras de Florianópolis, Itajaí e Xanxerê para a Central Record de Comunicação e a emissora de Criciúma para o Grupo RBS.
Após a venda, a TV Eldorado passa a se chamar RBS TV Criciúma, tornando-se a quinta emissora catarinense da RBS TV, rede de televisão afiliada à Rede Globo. O sinal da emissora passa então a atender áreas no sul do estado que eram cobertas pela RBS TV Florianópolis. Atualmente, a emissora leva seu sinal para 45 municípios.
Em 7 de março de 2016, o Grupo RBS comunica a venda da emissora e das demais operações em Santa Catarina para os empresários Lírio Parisotto (Videolar-Innova) e Carlos Sanchez (Grupo NC). Parisotto posteriormente abandona a sociedade devido ao escândalo com Luiza Brunet, fazendo do Grupo NC e seus acionistas proprietários integrais das novas empresas.

### NSC TV Criciúma (2017-presente)
Em 15 de agosto de 2017, a RBS TV de Santa Catarina completa o processo de transição para a NSC Comunicação, e passa a se chamar NSC TV. A RBS TV Criciúma então passa a se chamar NSC TV Criciúma, bem como as demais emissoras do estado.

## Sinal digital
| Canal virtual | Canal digital | Resolução de tela | Programação                                      |
| ------------- | ------------- | ----------------- | ------------------------------------------------ |
| 9.1           | 34 UHF        | 1080i             | Principal programação da NSC TV Criciúma / Globo |

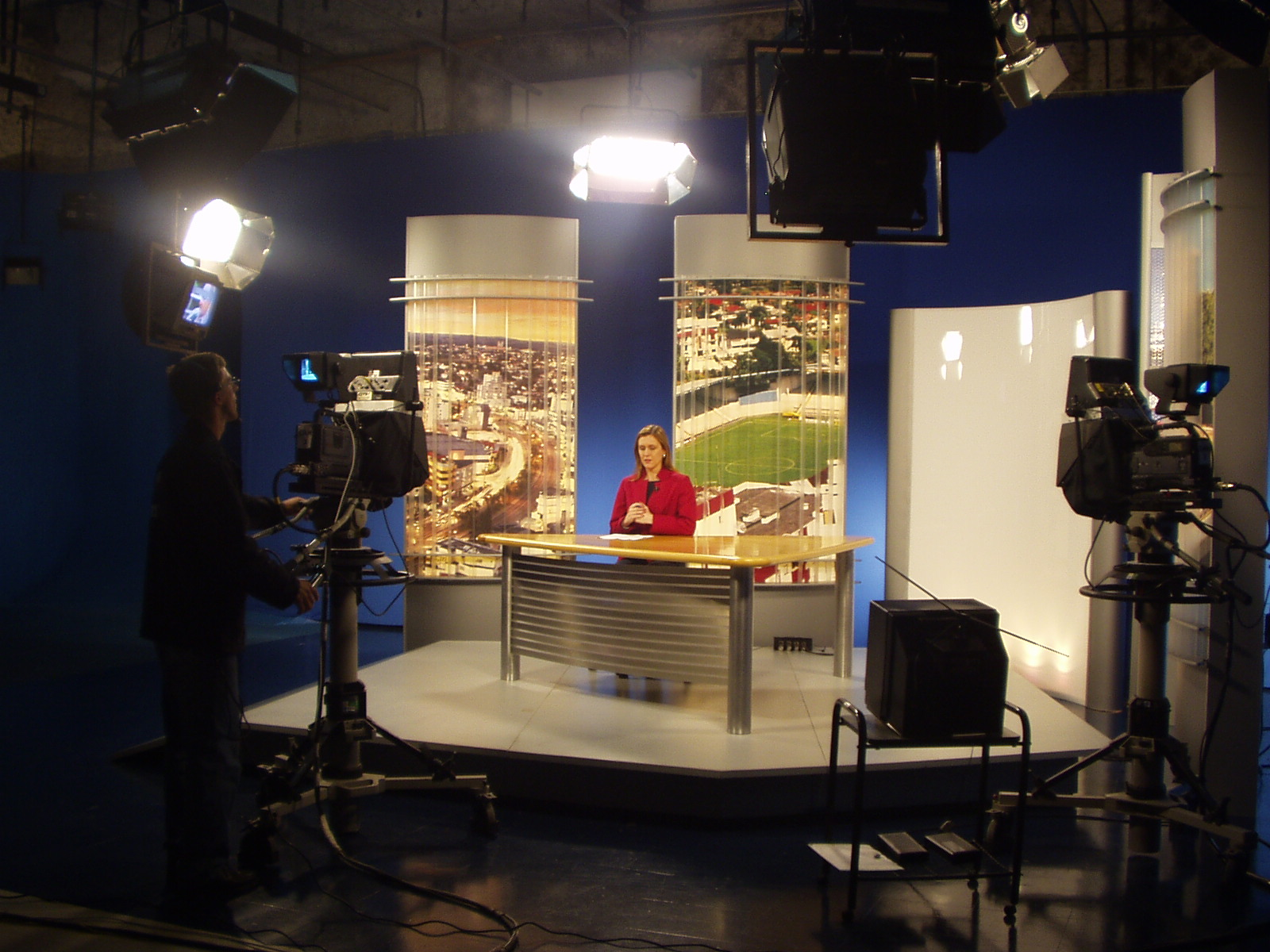
Jornal do Almoço no ar em 2006.

A emissora iniciou suas transmissões experimentais em 21 de novembro de 2013, através do canal 34 UHF, sendo a primeira a operar com o sinal digital em Criciúma. O lançamento oficial foi em 10 de dezembro, durante o Jornal do Almoço, exibido especialmente em alta definição ao vivo da Praça Nereu Ramos. Na sede da emissora no Morro Cechinel, foi promovida a cerimônia oficial com membros do Grupo RBS e autoridades locais. Sua programação local só passou a ser definitivamente produzida em alta definição em 21 de fevereiro de 2022.
Transição para o sinal digital
Com base no decreto federal de transição das emissoras de TV brasileiras do sinal analógico para o digital, a NSC TV Criciúma cessou suas transmissões pelo canal 9 VHF em 19 de setembro de 2021. O transmissor da emissora foi desligado que às 23h59, durante a reexibição de um episódio de Sai de Baixo, o sinal da NSC TV Criciúma analógico saiu do ar.

## Programação
Atualmente a emissora produz o Jornal do Almoço, apresentado por Denise de Medeiros, que também é coordenadora local de jornalismo da emissora. O restante da programação é composto pelos programas gerados pela NSC TV Florianópolis e pelos programas nacionais da Globo.

## Retransmissoras
| Cidade       | Analógico | Digital | Cidade             | Analógico | Digital | Cidade            | Analógico | Digital | Cidade            | Analógico | Digital |
| ------------ | --------- | ------- | ------------------ | --------- | ------- | ----------------- | --------- | ------- | ----------------- | --------- | ------- |
| Araranguá    | 07        | 34      | Armazém            | 06        | -       | Braço do Norte    | 34        | -       | Capivari de Baixo | -         | 11 (33) |
| Ermo         | 11        | -       | Grão-Pará          | 04        | -       | Içara             | -         | 09 (34) | Imaruí            | -         | 13 (35) |
| Imbituba     | -         | 08 (35) | Itapirubá (Laguna) | 11        | -       | Jacinto Machado   | 14        | -       | Laguna            | -         | 13 (35) |
| Lauro Müller | 06        | -       | Orleans            | 10        | -       | Pedras Grandes    | 05        | -       | Praia Grande      | 11        | -       |
| Rio Fortuna  | 05        | -       | Santa Rosa de Lima | 06        | -       | Santa Rosa do Sul | 11        | 44      | São João do Sul   | 11        | -       |
| São Ludgero  | 06        | -       | São Martinho       | 10        | -       | Siderópolis       | 05        | -       | Sombrio           | 40        | 24      |
| Timbé do Sul | 08        | -       | Treviso            | 13        | -       | Treze de Maio     | 05        | -       | Tubarão           | -         | 11 (33) |
| Urussanga    | 05        | -       |                    |           |         |                   |           |         |                   |           |         |